# Salvador Gómez
Salvador Emilio Gómez Agüera (Chava, ur. 11 marca 1968 w Santanderze) – hiszpański piłkarz wodny. Dwukrotny medalista olimpijski.
Mierzący 194 cm wzrostu zawodnik w 1992 w Barcelonie wspólnie z kolegami zajął drugie miejsce. Cztery lata później znalazł się wśród mistrzów olimpijskich. Brał także udział w IO 88, IO 2000 i IO 2004 (pięć startów). W kadrze debiutował w 1987. Był medalistą mistrzostw Europy i świata (złoto w 1998 i 2001).